# Frédéric Luz
Pour les articles homonymes, voir Luz.
Frédéric Luz, né le 9 mars 1964 à Toulouse, est un essayiste et héraldiste français.
Directeur de la revue (1991-1998) et des éditions de La Place royale (depuis 1986), auteur d'essais d'héraldique, il est élu en 2018 prétendant au trône du royaume d'Araucanie et de Patagonie sous le nom de Frédéric Ier.

## Biographie

### Origines et formation
Petit-fils d'un réfugié espagnol fuyant le franquisme, Frédéric Rodriguez-Luz, connu sous le nom de Frédéric Luz, est né le 9 mars 1964 à Toulouse, en Haute-Garonne. 
Il se revendique, notamment, descendant du roi de France saint Louis, dont il descendrait 16 fois (en ligne féminine).
En 2001, il est étudiant de l'institut de théologie orthodoxe Saint-Serge.

### Héraldiste
Héraldiste professionnel,,,,, depuis 1984, il a publié plusieurs ouvrages sur l’héraldique, et les armoiries européennes, comme Le Blason et ses secrets (1995). Il a été conseiller héraldique d'Henri d'Orléans, comte de Paris. À ce titre, il a réalisé les armoiries de Charles-Philippe d'Orléans, son neveu, titré duc d'Anjou — mais aussi, dans le cadre d'une émission télévisée, celles de Françoise Hardy, Florence Arthaud ou encore Julien Clerc. Il a effectué des travaux héraldiques pour le Sénégal (blasons de villes et ministères) et a créé, entre autres, les armoiries des présidents sénégalais Léopold Sédar Senghor et Abdoulaye Wade. 
D'après Gérard Durand de La Dépêche du Midi, il fait en 2010 partie des cinq héraldistes reconnus en France. 
Il a collaboré à Point de Vue Histoire,.
En 2020, la revue de l'Autorité Héraldique du Royaume des Pays-Bas a publié dans son sixième volume un article sur Frédéric Luz, le présentant comme un héraldiste français, mais également comme le « Roi d'Araucanie et de Patagonie ».

### La Place royale
Il a dirigé de 1991 à 1998 la revue La Place royale, fondée par Henry Montaigu,. Il est également depuis 1986 à la tête de la maison d'édition du même nom, et a dirigé à partir de 1995 la collection du même nom aux éditions Claire Vigne.

### Engagements
À l'âge de 15 ans, il milite à la Nouvelle Action royaliste (NAR), où, selon La Dépêche du Midi, il « fait figure de gauchiste » à côté de l'Action française. En 2018, il dit toutefois exclure « tout retour des monarchies d'Ancien Régime ».
En 1999, il signe pour s'opposer à la guerre en Serbie la pétition « Les Européens veulent la paix », lancée par le collectif Non à la guerre, proche de la Nouvelle Droite mais qui fait à l'occasion « feu de tout bois ».

#### Araucanie et Patagonie
Frédéric Luz déclare à L'Opinion indépendante, hebdomadaire toulousain, avoir entendu parler pour la première fois du royaume d’Araucanie dans les années 1980, mais ne l’a rejoint qu’en 2014, à la suite de l’élection de Jean-Michel Parasiliti di Para (Antoine IV), et avoir découvert ainsi la cause de la défense des Mapuches. 
Il est pendant plusieurs années vice-président d'Auspice Stella, une association domiciliée à Tourtoirac, qui a obtenu  en 2013 le statut consultatif spécial auprès du Conseil économique et social des Nations unies accordé aux organisations non gouvernementales et dont l'objet est de « soutenir les efforts du peuple Mapuche dans sa lutte pour son autonomie et son autodétermination et de garder vivante la mémoire du royaume d’Araucanie et de Patagonie et de son fondateur », Antoine de Tounens.
Il est par la suite nommé responsable de la communication au sein du gouvernement en exil du royaume d'Araucanie et de Patagonie et juge d'armes de Jean-Michel Parasiliti di Para, prince d'Araucanie et de Patagonie mort en 2017.
Il est élu prince du royaume d'Araucanie et de Patagonie sous le nom de Frédéric Ier le 24 mars 2018, par le conseil de Régence du royaume, au Cercle national des armées à Paris, en présence d'une quarantaine de personnes et d'une délégation mapuche, parmi les huit candidats ayant postulé,,,,. Pas à l'aise avec le clinquant entourant le trône virtuel, dit-il, « malgré le folklore monarchique », il explique être surtout mû par la volonté de « donner aux Mapuches la possibilité de s'unir pour faire respecter leurs droits fondamentaux et leur culture ». Il a la volonté de « maintenir vive la mémoire » d'Antoine de Tounens, le fondateur du royaume dont l'aventure aura permis à « un groupe d'activistes de la cause Araucanie et Patagonie » de trouver un nouvel aboutissement dans l'élection de Frédéric Ier. Il déclare « La raison d'être de la Maison d'Araucanie et de Patagonie, c'est la défense des Mapuches. S'ils n'étaient pas au cœur de notre combat, nous serions une bande de guignols qui joue à la monarchie ».
Il projette le lancement d'un « gouvernement en exil efficace et opérationnel » et a prévu d'« encourager la création d'une équipe nationale de football mapuche ».
Il doit cependant faire face à Stanislas Parvulesco, un « jeune négociant en cigares », poussé par Franz Quatreboeufs, notaire autoproclamé prétendant après la mort de Philippe Boiry, et qui réunit autour de lui un « groupuscule dissident ».
Le 29 novembre 2018 et le 20 février 2019, Frédéric Luz saisit le procureur général auprès de la Cour pénale internationale de La Haye, accusant le président du Chili, Sebastián Piñera, et son gouvernement, de « crimes contre l'humanité et crime de génocide » contre le peuple Mapuche,. En avril 2021, au Financial Times, Frédéric Luz a déclaré que « les autorités chiliennes n'ont pas apprécié sa lettre de 2019 à la Cour pénale internationale de La Haye ».
Frédéric Luz n’entend pas revendiquer un territoire à l’instar d’autres gouvernements en exil, mais considère le royaume d’Araucanie et de Patagonie comme une « entité historico-culturelle » et comme « une caisse de résonance pour aider les Mapuches dans la défense de leurs traditions, leurs droits. »
Par l’intermédiaire d’Auspice Stella, le royaume fait du lobbying pour qu’il soit mis fin à la répression violente des Mapuches.
Frédéric Luz a confirmé sa perception du rôle de la maison royale à l'hebdomadaire toulousain L’Opinion indépendante, déclarant que le royaume d’Araucanie perpétue la mémoire du roi Orélie-Antoine et défend les droits fondamentaux des Mapuches via l’ONG Auspice Stella. Au journal britannique le Financial Times, Frédéric Luz a déclaré en avril 2021, que « [son] rôle est très humble [...] [pour maintenir] la tradition, la mémoire » pour le combat du peuple mapuche pour son autonomie juridique internationale. Le journal déclare que les Mapuches regardent Frédéric Luz comme une « figure "symbolique" dans leur combat pour leur autonomie et l'autodétermination ».
En mars 2023, toutefois, Frédéric est « destitué » par les membres du Conseil du Royaume et du Conseil d'État, qui le jugent dépassé par les exigences de sa charge. Après le bref règne de Philippe II (Philippe Delorme), un régent, Pierre de Carelmapu (Pierre Mollier) est désigné par les conseils, en attendant l'élection d'un nouveau prince. Le 6 avril 2024, Philippe Pichon est élu prince, et choisit comme nom de règne celui de Philippe III,. Frédéric Luz conteste ces décisions,.

### Vie privée
Il est veuf d'Annie-Marie Lauzeral, décédée en 2020. Ils ont eu deux enfants : Diane et Henry.
En 2016, il devient président du club de tir de Graulhet (où il réside),,,.
Il est le fondateur du Forum Montres Russes[Quoi ?] depuis septembre 2009.[réf. nécessaire]

## Titres, décorations et armoiries

### Décorations du Royaume d'Araucanie
- : Grand maître de l'Ordre royal noble de l'Étoile du Sud[réf. nécessaire]
- : Grand maître de l'Ordre royal de la Couronne d'acier[réf. nécessaire]

### Décorations étrangères officielles
Sénégal
| Ordre national du Lion | Commandeur de l'ordre national du Lion (30 avril 2004) |

### Armoiries
| Blason | Blasonnement : Parti de gueules et d’azur à trois grenades tigées et feuillées d’or brochant sur le parti. |

## Ouvrages
- Armorial de France et d'Europe, Gaillac, La Place Royale, coll. « D'azur et d'or »  — onze éditions entre 1989 et 2016.
- Éd. de Marc de Vulson de La Colombière (préf. Henry Montaigu), La Symbolique du blason, Lavardac, La Place Royale, coll. « D'azur et d'or », 1991, 149 p. (ISBN 2-906043-15-X, BNF 36653985)  — extraits de La Science héroïque.
- Le Blason et ses secrets : retrouver ou créer ses armoiries aujourd'hui (préf. Henry Montaigu), Paris, Claire Vigne, coll. « La Place Royale », 1995, 205 + VIII (ISBN 2-84193-007-6, BNF 36692337)  — rééd. chez Pardès en 2002.
- Le Soufre et l'Encens : Enquête sur les Églises parallèles et les évêques dissidents, Paris, Claire Vigne, coll. « La Place royale », 1995, 319 + XVI (ISBN 2-84193-021-1, BNF 36687158).
- Blasons des familles d'Europe : Près de quinze mille armoiries familiales souveraines, nobles, bourgeoises ou artisanales, Gaillac, La Place Royale, 1996, 475 p. (ISBN 2-906043-21-4, BNF 35854374).
- Éd. de L.-A. Duhoux d'Argicourt, Dictionnaire du blason, Gaillac, La Place Royale, 1996, 237 p. (ISBN 2-906043-20-6, BNF 36692459).
- Orthodoxie, Puiseaux, Pardès, coll. « B.A.-BA », 2001, 127 p. (ISBN 2-86714-242-3, BNF 37659477)  — rééd. en 2003.